# Campeonato Africano de Atletismo Júnior de 2009
A 9ª edição do Campeonato Africano de Atletismo Júnior foi organizado pela Confederação Africana de Atletismo no período de 30 de julho a 2 de agosto de 2009, em Bambous na Maurícia. A competição foi composta por atletas menores de 19 anos, classificados como Júnior ou Sub-20, com 40 provas disputadas. 

## Medalhistas

### Masculino
| Evento                   | Ouro                                                                           | Ouro       | Prata                                                                          | Prata       | Bronze                                                                                | Bronze   |
| ------------------------ | ------------------------------------------------------------------------------ | ---------- | ------------------------------------------------------------------------------ | ----------- | ------------------------------------------------------------------------------------- | -------- |
| 100 metros               | Abdehadi Bouchakour (ALG)                                                      | 10.75      | Nathaniel Oletu (NGR)                                                          | 10.86       | Waide Jooste (RSA)                                                                    | 10.94    |
| 200 metros               | Youssouf Mhadjou (COM)                                                         | 22.47      | Ayobani Oyebiyi (NGR)                                                          | 22.58       | Adeola Efunsile (NGR)                                                                 | 22.66    |
| 400 metros               | Pako Seribe (BOT)                                                              | 46.56      | Abiola Onakoya (NGR)                                                           | 47.16       | Thapelo Ketlogetswe (BOT)                                                             | 47.43    |
| 800 metros               | Mohamed Aman Geleto (ETH)                                                      | 1:48.82    | Nickson Tuwei (KEN)                                                            | 1:48.91     | David Mutinda (KEN)                                                                   | 1:49.82  |
| 1 500 metros             | James Magut (KEN)                                                              | 3:37.05    | Nickson Chepseba (KEN)                                                         | 3:37.63     | Dawit Wolde Arega (ETH)                                                               | 3:41.24  |
| 5 000 metros             | Abera Kuma Lema (ETH)                                                          | 13:42.53   | John Mwangangi (KEN)                                                           | 13:42.88    | Kennedy Kithuka (KEN)                                                                 | 13:43.94 |
| 10 000 metros            | Lelisa Desisa Benti (ETH)                                                      | 28.46.74   | John Cheruiyot (KEN)                                                           | 28:47.89    | Peter Kimeli (KEN)                                                                    | 28:53.64 |
| 110 metros barreiras     | Cornel Fredericks (RSA)                                                        | 14.36      | Martins Ogieriakhi (NGR)                                                       | 14.42       | Hardus Maritz (NAM)                                                                   | 14.73    |
| 400 metros barreiras     | Cornel Fredericks (RSA)                                                        | 50.05      | Amadou Ndiaye (SEN)                                                            | 52.44       | Hardus Maritz (NAM)                                                                   | 52.61    |
| 3 000 metros obstáculos  | Jonathan Muia Ndiku (KEN)                                                      | 8:28.83    | Stephen Kiprotich (KEN)                                                        | 8:35.97     | Legesse Lemesso Lemesso (ETH)                                                         | 8:39.53  |
| Revezamento 4×100 metros | Nigéria · Ayobani Oyebiyi · Abiola Onakoya · Adeola Efunsile · Nathaniel Oletu | 41.17      | África do Sul · Waide Jootse · Brent Stevens · Patrick Vosloo · Ethan Floris   | 41.33       | Ilhas Maurícias · Baptiste Brasse · Aldo Lutchmun · Garik Maureemootoo · desconhecido | 42.08    |
| Revezamento 4×400 metros | Nigéria · Okeudo Jonathan Mmaju · Elvis Ukale · Peter Njoteah · Abiola Onakoya | 3:13.50    | África do Sul · Shaun de Jager · Cornel Fredericks · Peter Marx · Neil de Beer | 3:13.95     | Botswana · Otlaadisa Segosebe · Daniel Lagamang · Pako Seribe · Thapelo Ketlogetswe   | 3:15.08  |
| Salto em altura          | Mohamed Abou Taleb (EGY)                                                       | 2.09 m     | Ruan Claasen (RSA)                                                             | 2.09 m      | Jose Labiche (SEY)                                                                    | 2.02 m   |
| Salto à vara             | Cheyne Rahme (RSA)                                                             | 5.30 m     | Mohammed Bouhadjer (ALG)                                                       | 4.35 m      | Yannick Clam (MUS)                                                                    | 3.95 m   |
| Salto em comprimento     | Alaeddin Ben Hassine (TUN)                                                     | 7.67 m     | Ali Bouguesba (ALG)                                                            | 7.52 m      | Luvo Manyonga (RSA)                                                                   | 7.49 m   |
| Triplo salto             | Ali Bouguesba (ALG)                                                            | 16.16 m ,  | Newton Kipngeno (KEN)                                                          | 15.62 m PB  | Apelele Raskeni (RSA)                                                                 | 15.53 m  |
| Arremesso de peso        | Stephan Brink (RSA)                                                            | 17.90 m    | Abddouahat Laggoun (ALG)                                                       | 16.38 m     | Victor Akinyemi (NGR)                                                                 | 15.03 m  |
| Lançamento de disco      | Dewald van Heerden (RSA)                                                       | 58.91 m    | Christophe Sophie (MUS)                                                        | 46.02 m     | Abdouahat Laggoiun (ALG)                                                              | 43.14 m  |
| Lançamento de martelo    | Alaa Elaslry (EGY)                                                             | 75.59 m    | Jonathan Martin (MUS)                                                          | 42.81 m     | Ian Caree (MUS)                                                                       | 31.64 m  |
| Lançamento de dardo      | Ulrich Damon (RSA)                                                             | 73.51 m    | Strydom van der Wath (NAM)                                                     | 67.69 m     | John Phalatswe (BOT)                                                                  | 60.46 m  |
| Decatlo                  | Gert Swanepoel (RSA)                                                           | 6400 pts , | Willem le Roux (RSA)                                                           | 6359 pts PB | Eslam Shaaban (EGY)                                                                   | 6030 pts |

### Feminino
| Evento                   | Ouro                                                                                                | Ouro      | Prata | Prata    | Bronze                                                                                           | Bronze   |
| ------------------------ | --------------------------------------------------------------------------------------------------- | --------- | --- | -------- | ------------------------------------------------------------------------------------------------ | -------- |
| 100 metros               | Josephine Omaka (NGR)                                                                               | 11.78     | Alyssa Conley (RSA)                                                                                        | 12.17    | Stephanie Guillaume (MUS)                                                                        | 12.23    |
| 200 metros               | Amaka Ogoegbunam (NGR)                                                                              | 25.37     | Alyssa Conley (RSA)                                                                                        | 25.55    | Stephanie Guillaume (MUS)                                                                        | 25.63    |
| 400 metros               | Folashade Abugan (NGR)                                                                              | 52.02     | Racheal Nachula (ZAM)                                                                                      | 53.34    | Sylvie Zimbere (CMR)                                                                             | 54.03    |
| 800 metros               | Caster Semenya (RSA)                                                                                | 1:56.72 , | Winny Chebet (KEN)                                                                                         | 2:01.36  | Abebe Aregawi Gebretsadik (ETH)                                                                  | 2:02.17  |
| 1 500 metros             | Caster Semenya (RSA)                                                                                | 4:08.01 , | Kalkidan Gezagne Befrkad (ETH)                                                                             | 4:09.36  | Fancy Cherotich (KEN)                                                                            | 4:17.38  |
| 3 000 metros             | Mercy Cherono (KEN)                                                                                 | 8:54.96   | Etenesh Diro Neda (ETH)                                                                                    | 9:09.22  | Tsaga Gela Reta (ETH)                                                                            | 9:25.31  |
| 5 000 metros             | Genzebe Dibaba (ETH)                                                                                | 16:11.85  | Mercy Cherono (KEN)                                                                                        | 16:12.65 | Sule Utura Gedo (ETH)                                                                            | 16:13.09 |
| 100 metros barreiras     | Amaka Ogoegbunam (NGR)                                                                              | 14.28     | Silvia Panguana (MOZ)                                                                                      | 15.95    | Lawretta Ozoh (NGR)                                                                              | 16.21    |
| 400 metros barreiras     | Amaka Ogoegbunam (NGR)                                                                              | 58.45     | Bimbo Miel Ayedou (BEN)                                                                                    | 1:00.09  | Betty Chelangat (KEN)                                                                            | 1:01.30  |
| 3 000 metros obstáculos  | Elizabeth Mueni (KEN)                                                                               | 9:58.55   | Almaz Ayona Eba (ETH)                                                                                      | 10:03.75 | Tsehynesh Tsale Tsenga (ETH)                                                                     | 10:09.00 |
| Revezamento 4×100 metros | Ilhas Maurícias · Joanelle Janvier · Elodie Pierrelouis · Stephanie Guillaume · Emilie Tambanivoule | 48.04     | Camarões · Giesele Tchoupou Tchoupa · Marie Rodrigue Ngono Zibi · Sylvie Zimbere · Blandin Loise Tsouga Eb | 48.58    | África do Sul · Melissa Hewitt · Caster Semenya · Rorisang Rammonye · Alyssa Conley              | 48.73    |
| Revezamento 4×400 metros | Nigéria · Amaka Ogoegbunam · Charity Adegoke · Chidinma Ogbonna · Folashade Abugan                  | ?         | Quênia · Shiela Chepkirui · Fancy Cherotich · Winny Chebet · Betty Chelangat                               | ?        | Ilhas Maurícias · Edlette Espiegle · Stephanie Guillaume · Emile Tambanivoule · Dorothy Aristide | ?        |
| Salto em altura          | Lissa Labiche (SEY)                                                                                 | 1.69 m    | Wedian Mokhtar (EGY)                                                                                       | 1.55 m   | Emilie Tambanivole (MUS)                                                                         | 1.40 m   |
| Salto em comprimento     | Sangone Kandji (SEN)                                                                                | 5.82 m    | Janet Boniface (SEY)                                                                                       | 5.78 m   | Ibrahim Blessing (NGR)                                                                           | 5.75 m   |
| Triplo salto             | Ibrahim Blessing (NGR)                                                                              | 12.89 m   | Janet Boniface (SEY)                                                                                       | 12.12 m  | Ambre de Falbaire (MUS)                                                                          | 12.00 m  |
| Arremesso de peso        | Walaa Attia (EGY)                                                                                   | 14.47 m   | Sihem Marrakechi (TUN)                                                                                     | 13.97 m  | Zouina Bouzebra (ALG)                                                                            | 12.84 m  |
| Lançamento de disco      | Lindie Liebenberg (RSA)                                                                             | 43.24 m   | Estelle Louis (MUS)                                                                                        | 34.93 m  | Aurelie Thesee (MUS)                                                                             | 31.04 m  |
| Lançamento de martelo    | Rana Taha (EGY)                                                                                     | 57.53 m   | Zouina Bouzebra (ALG)                                                                                      | 54.47 m  | Najet Ben Chiha (TUN)                                                                            | 47.92 m  |
| Lançamento de dardo      | Tazmin Brits (RSA)                                                                                  | 54.55 m   | Gazelle Bernard (RSA)                                                                                      | 49.54 m  | Jessika Rosun (MUS)                                                                              | 44.42 m  |
| Heptatlo                 | Jenna Rima (MUS)                                                                                    | 4336 pts  | Wedian Mokhtar (EGY)                                                                                       | 3933 pts | Marine Boulle (MUS)                                                                              | 3811 pts |

## Quadro de medalhas
| Ordem | País            | Medalha de ouro | Medalha de prata | Medalha de bronze | Total |
| ----- | --------------- | --------------- | ---------------- | ----------------- | ----- |
| 1     | África do Sul   | 11              | 7                | 4                 | 22    |
| 2     | Nigéria         | 9               | 4                | 4                 | 17    |
| 3     | Quênia          | 4               | 9                | 5                 | 18    |
| 4     | Etiópia         | 4               | 3                | 6                 | 13    |
| 5     | Egito           | 4               | 2                | 1                 | 7     |
| 6     | Argélia         | 2               | 4                | 2                 | 8     |
| 7     | Ilhas Maurícias | 2               | 3                | 11                | 16    |
| 8     | Seicheles       | 1               | 2                | 1                 | 4     |
| 9     | Tunísia         | 1               | 1                | 1                 | 3     |
| 10    | Senegal         | 1               | 1                | 0                 | 2     |
| 11    | Botswana        | 1               | 0                | 3                 | 4     |
| 12    | Comores         | 1               | 0                | 0                 | 1     |
| 13    | Namíbia         | 0               | 1                | 2                 | 3     |
| 14    | Camarões        | 0               | 1                | 1                 | 2     |
| 15    | Benim           | 0               | 1                | 0                 | 1     |
| 15    | Moçambique      | 0               | 1                | 0                 | 0     |
| 15    | Zâmbia          | 0               | 1                | 0                 | 0     |
| 17    | Total           | 41              | 41               | 41                | 123   |

Legenda
| Recorde mundial       | Recorde mundial (World record)               |                       | Recorde africano                      | Recorde africano (African) |                                           | Q | Classificado por posição (Qualified) |
| Recorde do campeonato | Recorde do campeonato (Championship record)  | Recorde da América    | Recorde da América (Americas)         | q                          | Classificado por melhor tempo (Qualified) |   |                                      |
| Melhor marca do ano   | Melhor marca do ano (World leading)          | Recorde asiático      | Recorde asiático (Asian)              | DNS                        | Não largou (Did not start)                |   |                                      |
| Recorde nacional      | Recorde nacional (National record)           | Recorde europeu       | Recorde europeu (European)            | DNF                        | Não terminou (Did not finish)             |   |                                      |
| Recorde pessoal       | Recorde pessoal do atleta (Personal best)    | Recorde da Oceania    | Recorde da Oceania (Oceania)          | DSQ / DQ                   | Desclassificado (Disqualified)            |   |                                      |
| Recorde da temporada  | Recorde da temporada do atleta (Season best) | Recorde sul-americano | Recorde sul-americano (South America) | NM                         | Sem marca (No mark)                       |   |                                      |